# Garm
Garm eller "Helvedeshunden" er et dyr i Nordisk mytologi, som står bundet i Gnipahulen ved nedgangen til Hel og hyler, så snart der ankommer nye afdøde. Således bliver Nidhug opmærksom på, at nyt blod er på vej.
Når Ragnarok kommer, vil Garm slide sig løs og kaste sig over Tyr. De kæmper, til de begge dør.
| Nordisk mytologi | Spire Denne artikel om nordisk religion og mytologi er en spire som bør udbygges. Du er velkommen til at hjælpe Wikipedia ved at udvide den. |